# Terzioğlu, Niksar
Terzioğlu là một xã thuộc huyện Niksar, tỉnh Tokat, Thổ Nhĩ Kỳ. Dân số thời điểm năm 2011 là 77 người.